# Liu Yukun
Dans ce nom chinois, le nom de famille, Liu, précède le nom personnel.
Pour les articles homonymes, voir Liu.
Liu Yukun (en chinois : 劉宇坤), né le 12 avril 1997, est un tireur sportif chinois à la carabine, champion olympique en 2024 à la carabine à 50 m trois positions.

## Carrière
Il établit un nouveau record du monde junior sur le tir couché lors d'une étape de la Coupe du monde de tir de l'ISSF 2017 à New Delhi.
Il remporte une médaille d'argent aux Championnats du monde 2022, dans l'épreuve carabine à 50 m position couchée.
Qualifié aux jeux olympiques 2024, il s'impose sur l'épreuve de la carabine à 50 m 3 positions.

## Palmarès

### Jeux olympiques
- Jeux olympiques d'été de 2024 à Paris
  -  Médaillé d'or en tir à la carabine à 50 m 3 positions